# Ланьцухув
Ланьцухув (пол. Łańcuchów) — село в Польщі, у гміні Мілеюв Ленчинського повіту Люблінського воєводства.
Населення — 486 осіб (2011).

## Демографія
Демографічна структура станом на 31 березня 2011 року:
|          | Загалом | Допрацездатний вік | Працездатний вік | Постпрацездатний вік |
| -------- | ------- | ------------------ | ---------------- | -------------------- |
| Чоловіки | 247     | 66                 | 162              | 19                   |
| Жінки    | 239     | 51                 | 130              | 58                   |
| Разом    | 486     | 117                | 292              | 77                   |